# Vasilij Kononov
Vasilij Makarovič Kononov (rusky Васи́лий Мака́рович Ко́нонов, lotyšsky Vasilijs Kononovs, 1. ledna 1923 – 31. března 2011) byl v době 2. světové války sovětský partyzán, velitel 1. lotyšské partyzánské brigády. Po válce byl náčelníkem oddělení pro kriminální vyšetřování a posléze oddělení dopravní policie Lotyšské SSR. Jde o jediného sovětského partyzána, který byl obžalován z válečných zločinů a uznán vinným lotyšskými soudy za podíl na vraždě tří žen v osadě Mazie Bati (Malyje Baty) v květnu 1944.

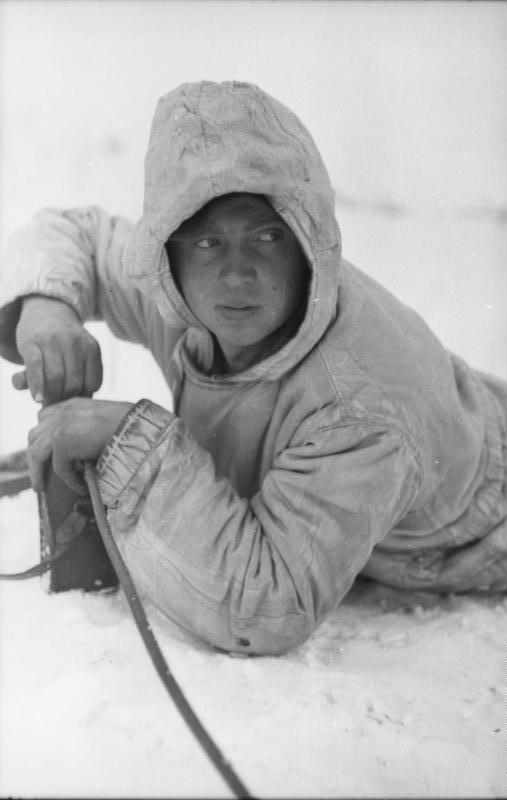
Sovětský partyzán při demolici, leden 1944

## Životopis
Vasilij Makarovič Kononov se narodil ve vesnici Strauja (nedaleko města Ludza) ve východním Lotyšsku v roce 1923. Učil se na venkovské škole, pomáhal rodičům v zemědělství. Po okupaci Lotyšska v červnu 1940 vstoupil do Komsomolu a stal se vedoucím místní organizace. V červenci 1941 odešel spolu s ustupující Rudou armádou a v městě Iževsk absolvoval partyzánský výcvik se specializací na výbušniny a demolice. V červnu 1943 byl z letounu vysazen do německého týla a působil u 1. lotyšské partyzánské brigády, jíž se stal v roce 1944 velitelem. Osvědčil se především při sabotážích a demolicích všeho druhu. Za svou činnost obdržel Leninův řád a několik dalších vyznamenání.

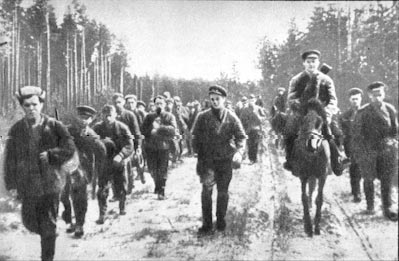
Sovětští partyzáni během přesunu

### Mazie Bati
29. února 1944 přišel do vesnice Mazie Bati (rusky Malye Baty, malá osada, která ležela jen půl kilometru od Kononovy rodné vsi) dvanáctičlenný partyzánský oddíl a schoval se v místních stodolách. Druhého dne v 6 hodin ráno dorazili Němci a všechny partyzány včetně velitele majora Čugunova, jeho ženy a sedmiměsíčního syna postříleli či upálili. Kononov, který podezíral místní obyvatele, že partyzány Němcům udali, připravil odvetu. 27. května 1944 dorazil do vesnice devatenáctičlenný partyzánský úderný oddíl převlečený do německých uniforem. Partyzáni pronikli do domů, vyvedli několik mužů a po krátkém polním soudu je zastřelili. Domy následně zapálili, přičemž uhořelo několik žen a dětí. Celkem akce stála život devíti vesničanů. Obec byla po válce opuštěna a dnes již neexistuje.

### Po válce
V poválečném období sloužil V. M. Kononov jako důstojník bezpečnostních složek. Zasahoval mj. i proti "lesním bratrům". Pak byl převelen do Rigy. Tam pracoval jako vedoucí odboru vyšetřování a nakonec vedl oddělení dopravní milice lotyšské SSR. Do penze odešel v 80. letech v hodnosti plukovníka.

### Obvinění a soudy v Lotyšsku
V srpnu 1998 bylo lotyšskými úřady proti Kononovovi vzneseno obvinění kvůli akci v Mazie Bati a v prosinci téhož roku ho uvěznili. Soud začal v lednu 1999 a Kononov vinu samozřejmě popíral. Tvrdil mj. to, že se akce přímo neúčastnil a navíc, že si byl jist, že zabití, včetně žen, byli nacističtí kolaboranti, kteří zavinili smrt členů partyzánského oddílu, jenž u nich ve stodole přespával. Zde je nutné připomenout, že život vesničanů na územích Sovětského svazu okupovaných Němci byl balancováním nad propastí resp. mezi dvěma mlýnskými kameny. Pokud lidé spolupracovali s jednou stranou, čekala je nenávist a velmi často i likvidace ze strany druhé. Odmítnutí spolupracovat situaci v ničem neulehčovalo. Pobaltské země navíc považovaly Rusy, resp. Rudou armádu, za okupanty a naopak Němce za osvoboditele. Litevci, Lotyši a Estonci proto daleko spíše tíhli ke spolupráci s nacisty než s partyzány. Až do začátku 90. let bylo toto téma tabu, ale po vzniku samostatných pobaltských republik opět vyplavaly na povrch staré křivdy a potlačovaný negativní postoj k SSSR resp. Rusku. První soudní instance shledala Kononova v roce 2000 vinným ze zločinů proti lidskosti a odsoudila ho na 6 let vězení. Kononov se ale odvolal a Nejvyšší lotyšský soud předal celou záležitost v roce 2001 k došetření. Krajský soud v Latgale v roce 2003 rozhodl, že nešlo sice o zločin proti lidskosti, neboť zabití mužů shledal za do jisté míry nezbytnou reakci, ale zavraždění žen a zapálení budov odsoudil jako projev banditismu. Tentokrát se ale odvolala prokuratura a nakonec v roce 2004 Nejvyšší lotyšský soud potvrdil původní rozsudek - zločin proti lidskosti. Vzhledem k věku a stavu odsouzeného zněl trest jen na 1 rok a 8 měsíců, čímž si obžalovaný Kononov trest již de facto odseděl.

### Mezinárodní rozměr
V srpnu 2004 se Kononov a jeho právník odvolali k Evropskému soudu pro lidská práva. Argumentem odsouzeného bylo, že v době činu byl mladým vojákem, který nedokázal předvídat porušení mezinárodních práv, a že z jeho pohledu jde o politický proces. V roce 2008 vynesl Evropský soud osvobozující verdikt hlasováním 4:3 s tím, že Kononovovi náleží navíc odškodnění ve výši 30 000 euro za utrpěnou újmu. Tentokrát se ale odvolaly lotyšské úřady - Velkému senátu soudu pro lidská práva do Strasbourgu. V květnu 2010 Velký senát rozhodl poměrem hlasů 14:3, že Kononov je vinen tím, že jeho jednotka použila německé uniformy, a že zabitím vesničanů porušil mezinárodní právo, neboť je měl jen zajistit a odvést. Téměř po celou dobu trvání procesů měl Kononov oficiální podporu z Ruska. Vladimir Putin mu dokonce nabídl ruské občanství, které Kononov sice akceptoval, ale postoj litevských úřadů to nikterak nezměnilo. Během zasedání evropských soudů působili ruští zástupci jako tzv. třetí strana. Ruský tisk i úřady vždy reagovaly velmi podrážděně na jakýkoliv verdikt, který bývalého partyzána označil za vinného.

### Smrt
Vasilij Kononov zemřel v 31. března 2011 ve věku 88 let. Tehdejší ruský prezident Dmitrij Medveděv poslal pozůstalým kondolenční telegram v němž stálo:
"Vasilij Kononov obětavě bojoval proti nacistickým okupantům v letech Velké vlastenecké války. Zůstal věrný společnému v bitvě ukovanému poutu a bránil pravdu o událostech té doby po celý svůj život."